# Testnevelés

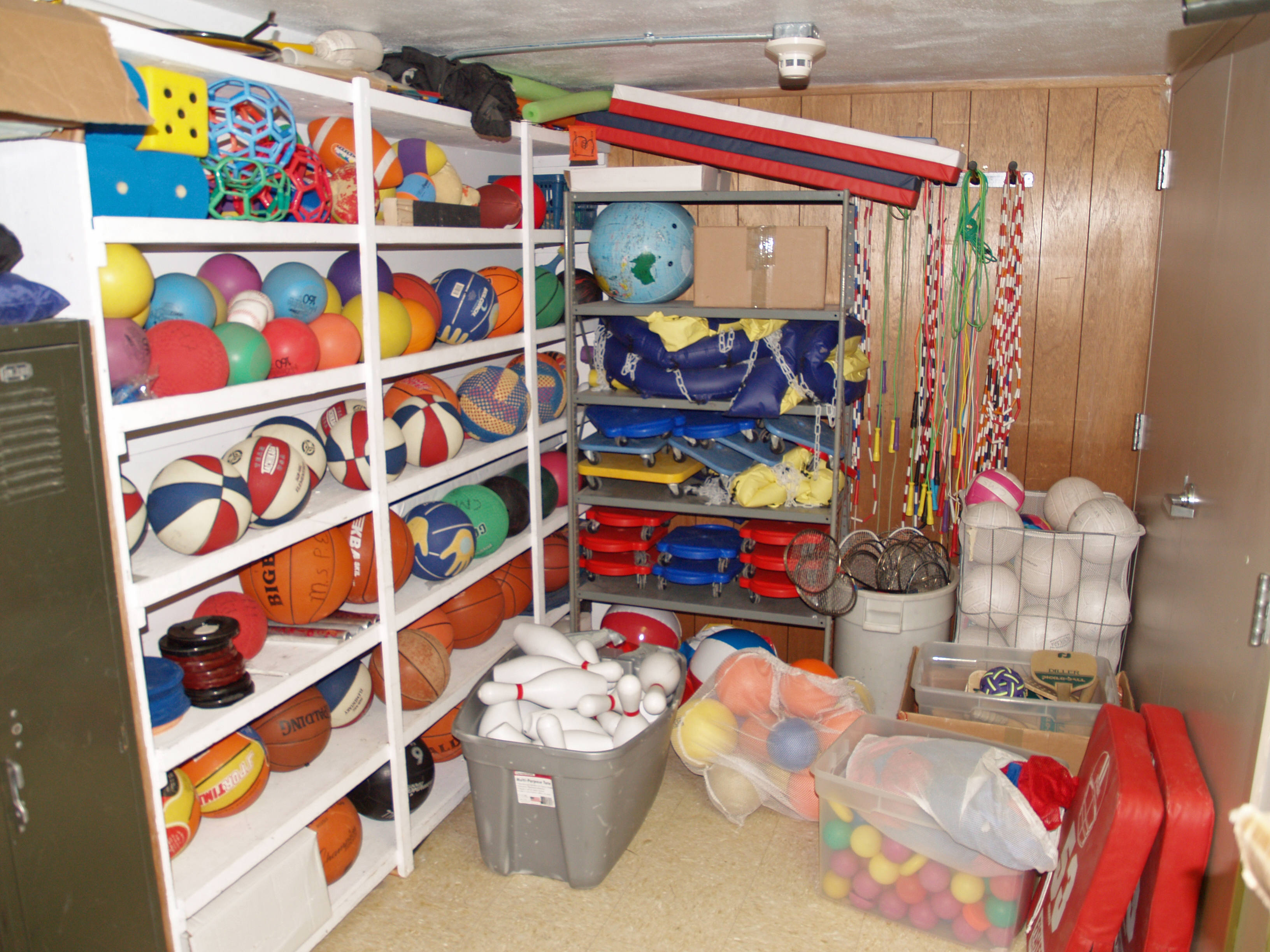
Testnevelési szertár egy amerikai iskolában

„ … A testnevelés és sport – mozgásos tevékenység lévén – ismeretrendszerével, értékeivel, illetve funkciójával – sajátosan összetett műveltségi terület. Az iskolai testnevelés és sport eszközeivel megkülönböztetett részét képezi a tanulók testi, motoros, lelki, értelmi, érzelmi és szociális fejlődését szolgáló teljes körű iskolai egészségfejlesztésnek és tehetséggondozásnak. A műveltségterület kiemelt célja, hogy a rendszeres fizikai aktivitás minden tanuló életében jelentős szerepet kapjon, továbbá ennek révén minden tanulót élethosszig tartó egészségtudatos aktív életvezetésre szocializáljon.” (NAT 2012)

## Története
Ha a testgyakorlat az iskolai tervbe felvétetik és ennek rendszerével célszerű összefüggésbe hozatik, a legjótékonyabb eredmények következendenek be a fiatal ivadék képzésében, viseletében és jellemében. De a testgyakorlat csak úgy hozathatik hathatós összefüggésbe a tanintézeti tervvel, ha nemcsak egyesek, de maga az állam venné pártolása alá ez eszmét és biztosítaná annak állását és irányát. Hogy ez lehetségessé váljék, szükséges, hogy minden ezen eszme létesítésére nézve felmerülő pénzkérdések lehető legkönnyebben fejthettessenek meg, ez pedig csak úgy történhet, ha a terv kivitelére szükséges eszközök fokonkint állíttatnak elő. Mindenekelőtt az országnak egy olynemű középponti testgyakorlóintézettel kell bírnia, melyben a gyakorlatot télen és nyáron folytatni lehessen. Ezen intézet szolgálna először a fővárosi fiatalság testgyakorló-iskolájául, másodszor ez lenne azon középponti tanoda, melyben eleintén a nagyobb, később pedig, ha az állam ez eszmét nagyobb kiterjesztésre méltatná, a középszerű helységek és falvak számára is képeztetnének a testgyakorlótanítók.

## 1. Tanterv
A tanterv a közoktatási szervek részéről kiadott olyan kötelező jellegű állami okmány, amely iskolatípusonként, s ezen belül osztályonként meghatározza az oktatás és képzés tartalmát. A testnevelési tantervre vonatkozó legfontosabb ismeretek: cél- és feladat meghatározása, tantervi anyag kiválasztása, a tantervi anyag évfolyamokra és osztályokra épülő elrendezése, tantervi követelmények leírása, az órák megszervezése, tervezése, s levezetésére vonatkozó utasítások.

### Célrendszer
Legáltalánosabb célszint az amikor a társadalom megfogalmazza kívánalmait a felnövekvő nemzedék neveltségét, műveltségét illetően. Konkrétabb célszint mikor a tantervekben már egy adott iskolafokon, sőt azon belül egy tantárgyra konkretizált célokkal, feladatokkal találkozunk. A legkonkrétabb célok megfogalmazása már a tanulókkal foglalkozó pedagógusra vár.

A nevelési feladatokat a konkrét célok és részcélok pontos megfogalmazásával lehet csak úgy alakítani, hogy biztosítsák a magasabb rendű célok teljesítését. A cél a tanulói személyiség fejlesztése, amiben a tananyag csak eszközjelleggel bír. A tananyagot egy olyan folyamatban kell feldolgozni, hogy közben a tanuló pozitív személyiségvonásai a céloknak megfelelve fejlődjenek. A folyamat tervezésénél tanítási célokat tűzünk ki és követelményeket támasztunk a kognitív szférára (értelmi nevelés), az affektív szférára (érzelmi, akarati, magatartás-nevelés) és a motoros szférára (mozgásképesség, jártasságok, testi képességek) vonatkozólag.

### Ösztönzés
A tanulók öntevékenysége, igyekezete, akarati megnyilvánulásai feltételezik a belső késztetést. Törekedni kell, hogy a tanuló tudatosan számolja fel esetleges fejlettségbeli, motoros teljesítménybeli lemaradásait vagy magasabbra szintre emelje teljesítményét.

### Módszertani szabadság
A pedagógus módszertani szabadsága azt jelenti, hogy a körülmények figyelembevételével a leghatásosabb eljárást választja ki a tanulók tapasztalatszerzésére, sokoldalú nevelésére. Módszertani szabadságot jelent az is, hogy a pedagógus választhat a sportjátékok közül, kötelezően és szabadon választ a kiegészítő anyagból. a módszertani szabadság kulcsa a tanulók pillanatnyi teljesítményének, magatartásának összevetése a követelményekkel, majd a munkájuknak olyan szervezése, olyan konkrét gyakorlatok alkalmazása, ami előrevetíti a követelményekben megfogalmazott tudás elérését.

## 2. Rendgyakorlatok
A szabályhoz és alakzathoz kötött mozgások felhasználása a tanulók célszerű mozgatásához. Önuralomra és a közösség összetartására nevel. A rendgyakorlatok eredményei a türelmes szoktatás alapján mutatkozik meg. A vezényszavakhoz és egyöntetű végrehajtáshoz kötött mozgásokat azonos pedagógiai eljárásokkal kell oktatni és megkövetelni.

## 3. Torna
A torna pontozással értékelt teljesítményű egyéni sportág. Gyakorlatanyagának sajátosságai és értékrendje révén ez a tananyagrész áll legközelebb az esztétikai neveléshez és kulturáltsághoz.